# Hjalmar Claëson
Otto Hjalmar Leonard Claëson (i riksdagen kallad Claëson i Leksand), född 17 juli 1836 i Kristianstads församling, död 17 januari 1915 i Oscars församling, Stockholms stad, var en svensk häradshövding och riksdagsman (första kammarens minoritetsparti).
Hjalmar Claëson var häradshövding i Nedansiljans domsaga och ledamot av första kammaren 1885–1893, invald i Kopparbergs läns valkrets.